# 1621
Năm 1621 (số La Mã: MDCXXI) là một năm thường bắt đầu vào thứ Sáu trong lịch Gregory (hoặc một năm thường bắt đầu vào thứ hai của lịch Julius chậm hơn 10 ngày).

## Sinh
- Shirō Amakusa